# Phylogenetic Assignment of Named Global Outbreak Lineages
La Phylogenetic Assignment of Named Global Outbreak Lineages (en español, Asignación Filogenética de Linajes de Brotes Globales Nombrados) (PANGOLIN por sus siglas) es una herramienta de software desarrollada por miembros del laboratorio de Andrew Rambaut, con una aplicación web asociada desarrollada por el Centro de vigilancia de patógenos genómicos en South Cambridgeshire. Su propósito es implementar una nomenclatura dinámica (conocida como nomenclatura PANGO) para clasificar los linajes genéticos del SARS-CoV-2, el virus que causa el COVID-19. Un usuario con una secuencia completa del genoma de una muestra de SARS-CoV-2 puede usar la herramienta para enviar esa secuencia, que luego se compara con otras secuencias del genoma y se le asigna el linaje más probable (linaje PANGO). Son posibles ejecuciones únicas o múltiples, y la herramienta puede devolver más información sobre el historial conocido del linaje asignado. Además, interactúa con Microreact, para mostrar una secuencia de tiempo de la ubicación de los informes de muestras secuenciadas del mismo linaje. Esta última característica se basa en genomas disponibles públicamente obtenidos del COVID-19 Genomics UK Consortium y de los presentados a GISAID. Lleva el nombre del pangolín.

## Contexto
Un linaje Pango se describe como un grupo de secuencias asociadas con un evento epidemiológico por ejemplo, la introducción del virus en un área geográfica distinta con evidencia de propagación.